# Завод хімії хлору в Кемерово
Завод хімії хлору в Кемерово — підприємство хімічної промисловості, що діє у Кемеровській області Росії.
В 1938 році почав роботу Кемеровський азотно-туковий завод, який споживав побічний продукт сусіднього коксохімічного виробництва — коксовий газ — для продукування аміаку та аміачної селітри.
В першій половині 1940-х на цьому ж майданчику запустили цех електролізу, що дозволило виробляти хлор та каустичну соду.
В 1956-му став до ладу Ново-Кемеровський хімічний комбінат, який постачав на Кемеровський азотно-туковий завод диметиламін для переробки на ракетне паливо — гептил.
З плином часу майданчик став працювати з олефінами та виробляти 2-етилгексанол (вихідною сировиною є пропілен), оксид пропілену, оксид етилену, етиленхлоргідрин.
В другій половині 1970-х зазначений вище Ново-Кемеровський хімічний комбінат почали перетворювати на потужний майданчик з виробництва азотних добрив. При цьому Кемеровський азотно-туковий завод, який з 1975-го носив назву Виробниче об'єднання «Хімпром», сконцентрувався на хімії хлору. На початку 1980-х припинили продукування азотних добрив, в другій половині цього ж десятиліття зупинили застарілі виробництва оксиду етилену та етиленхлоргідрину, натомість розпочали випуск соляної кислоти та хлористого цинку.
У 2008—2018 роках річне виробництво каустичної соди коливалось від 300 до 400 тисяч тонн, товарного хлору від 50 до 100 тисяч тонн, тоді як виробництво соляної кислоти стало зростало та збільшилось з рівня у 150 тисяч тонн до понад 350 тисяч тонн. За цей же період виробництво гіпохлориту натрію зменшилось з майже 100 до 50 тисяч тонн.
В якийсь момент також зупинили продукування оксиду пропілену, проте на початку 2000-х його відновили, а у 2007-му майже заново спорудили виробництво пропіленгліколю (сировина — оксид пропідену), більшість якого йде на випуск поліефірів. Необхідний для цього виробничого ланцюжка пропілен закупається на ринку.
У 2008-му майданчик знову почав використовувати коксовий газ, проте на цей раз лише як паливо у заводській котельні.